# Polydius hispanus hispanus
Polydius hispanus hispanus é uma subespécie de insetos coleópteros polífagos pertencente à família Curculionidae.
A autoridade científica da subespécie é Herbst, tendo sido descrita no ano de 1797.
Trata-se de uma subespécie presente no território português.